# Isaiah Rider
Isaiah Rider, Jr.,  también conocido como J.R. Rider (Oakland, California, 12 de marzo de 1971) es un exjugador de baloncesto estadounidense que jugó durante 9 temporadas en diversos equipos de la NBA. Con 1,96 metros de estatura, jugaba en la posición de escolta. Fue campeón de la NBA con Los Angeles Lakers en la temporada 2000-2001.

## Trayectoria deportiva

### Universidad
Tras pasar por dos diferentes universidades de programa reducido, acabó en la Universidad de Nevada, Las Vegas, donde en su último año se ganó el aparecer en el segundo quinteto All-American. Pero su fama se la ganó debido a un incidente que hizo que pasara una noche arrestado, al lanzar un batido contra el cristal de un restaurante. Además, y a pesar de sus promedios de 29,2 puntos por partido, fue suspendido por su universidad.

### Profesional
A pesar de la fama que se ganó, fue elegido en la quinta posición del Draft de la NBA de 1993 por Minnesota Timberwolves. Como un presagio de lo que ocurriría más adelante, llegó tarde a su primer entrenamiento. Pero a pesar de todo, su primera temporada fue explosiva, consiguiendo en 3 partidos superar la cifra de 30 puntos, ganando el Concurso de mates de la NBA y siendo incluido en el Mejor quinteto de rookies tras promediar 16,6 puntos y 4,0 rebotes por partido.
Tras tres temporadas en los T-Wolves, en donde volvieron a aparecer los problemas con su carácter y su insubordinación, fue finalmente traspasado a Portland Trail Blazers, donde continuaron sus problemas disciplinarios, siendo suspendido en varias ocasiones por su equipo, a pesar de las buenas cifras que obtenía en el parqué. Dichos problemas fueron una constante en el resto de su carrera, e incluso una vez terminada ésta, teniendo cargos por violencia doméstica y por posesión de drogas. Jugó en Atlanta Hawks, Los Angeles Lakers y Denver Nuggets antes de retirarse con tan solo 30 años.
En sus 9 temporadas como profesional promedió 16,7 puntos y 3,8 rebotes por partido.

## Estadísticas de su carrera en la NBA
|  | Denota temporada en la que fue Campeón de la NBA |

### Temporada regular
| Año       | Equipo      | PJ  | PT  | MPP  | %TC  | %3P  | %TL  | RPP | APP | ROB | TPP | PPP  |
| --------- | ----------- | --- | --- | ---- | ---- | ---- | ---- | --- | --- | --- | --- | ---- |
| 1993-94   | Minnesota   | 79  | 60  | 30.6 | .468 | .360 | .811 | 4.0 | 2.6 | .7  | .4  | 16.6 |
| 1994-95   | Minnesota   | 75  | 67  | 35.3 | .447 | .351 | .817 | 3.3 | 3.3 | .9  | .3  | 20.4 |
| 1995-96   | Minnesota   | 75  | 68  | 34.6 | .464 | .371 | .838 | 4.1 | 2.8 | .6  | .3  | 19.6 |
| 1996-97   | Portland    | 76  | 68  | 33.7 | .464 | .385 | .812 | 4.0 | 2.6 | .6  | .3  | 16.1 |
| 1997-98   | Portland    | 74  | 66  | 37.6 | .423 | .321 | .828 | 4.7 | 3.1 | .7  | .3  | 19.7 |
| 1998-99   | Portland    | 47  | 41  | 29.5 | .412 | .378 | .755 | 4.2 | 2.2 | .5  | .2  | 13.9 |
| 1999-2000 | Atlanta     | 60  | 47  | 34.7 | .419 | .311 | .785 | 4.3 | 3.7 | .7  | .1  | 19.3 |
| 2000-01   | L.A. Lakers | 67  | 6   | 18.0 | .426 | .370 | .855 | 2.3 | 1.7 | .4  | .1  | 7.6  |
| 2001-02   | Denver      | 10  | 1   | 17.3 | .457 | .400 | .765 | 3.3 | 1.2 | .3  | .2  | 9.3  |
| Total     | Total       | 563 | 424 | 31.7 | .443 | .352 | .812 | 3.8 | 2.7 | .7  | .2  | 16.7 |

### Playoffs
| Año   | Equipo   | PJ | PT | MPP  | %TC  | %3P  | %TL  | RPP | APP | ROB | TPP | PPP  |
| ----- | -------- | -- | -- | ---- | ---- | ---- | ---- | --- | --- | --- | --- | ---- |
| 1997  | Portland | 4  | 4  | 40.3 | .372 | .375 | .882 | 2.0 | 4.3 | .8  | .0  | 13.3 |
| 1998  | Portland | 4  | 4  | 41.5 | .418 | .091 | .769 | 5.0 | 4.3 | 1.3 | .0  | 19.3 |
| 1999  | Portland | 13 | 13 | 32.8 | .429 | .423 | .887 | 3.8 | 2.4 | .8  | .0  | 16.5 |
| Total | Total    | 21 | 21 | 35.9 | .418 | .340 | .860 | 3.7 | 3.1 | .9  | .0  | 16.4 |